# Achille Devéria
Achille Devéria (París, 6 de febrer de 1800 - 23 de desembre de 1857) va ser un pintor, il·lustrador i gravador francès de l'època romàntica.

## Biografia
Achille Devéria és fill d'un oficial de la Marina i el gran de cinc germans. Va prendre primer les lliçons de pintura d'Anne-Louis Girodet després de Louis Lafitte, dibuixant del rei.
El 1822, quan va començar a exposar al Saló, ell i el seu germà Eugène (també pintor) van obrir una classe de dibuix.
Achille Devéria va conèixer Victor Hugo i la seva dona un vespre de desembre de 1824 mentre esperava l'obertura de les taquilles sota les galeries del Théâtre de l'Odéon on, des del 7 del mes, l'òpera Robin des Bois o les Trois balles, adaptació francesa molt lliure del Freischütz de Weber. Un dibuix promès durant aquesta reunió i portat a Madame Hugo marca l'inici dels seus intercanvis habituals i de les visites que es van fer entre ells a les seves respectives cases.
Achille Devéria es va casar, l'any 1829, amb Céleste Motte, filla del litògraf impressor Charles Motte (1785-1836). Segons el seu fill Gabriel «la casa que posseïa [el seu] pare a la rue Notre-Dame-des-Champs va ser enterrada als jardins: tenia la tranquil·litat d'una retirada i l'alegria d'un niu. Aquesta casa tenia dues entrades. La segona, més fàcilment indicada com a adreça oficial als catàlegs de la mostra, era al n. 38 de l' antiga rue de l'Ouest (districte de Luxemburg, antic arrondissement 11) que anava al costat, aleshores, del viver plantat al lloc de l'antic recinte des Chartreux.
La casa és alhora la casa familiar on també viuen Eugène i Laure Devéria i el lloc de treball d'Achille que hi va instal·lar el seu estudi. Està «alegre i animada pel moviment [dels] sis fills” de la parella que reben a la seva sala “tota la plèiade romàntica».
Victor Hugo, Alexandre Dumas (pare), Prosper Mérimée, Franz Liszt i molts altres artistes i escriptors venen al seu estudi per ser immortalitzats. Se li atribueix un retrat d'Honoré de Balzac de jove (1825). Alfred de Musset hi declamà els seus primers versos.
Achille va practicar el seu art en diversos gèneres. Li devem pintures religioses i aquarel·les molt cotitzades. Va ser el primer a saber aplicar el color a la litografia, amb l'ajuda de Motte que va fer els gravats.
El 1830, Devéria era un reconegut il·lustrador que va publicar nombroses litografies (per exemple el frontispici de Faust de Goethe). També va realitzar pintures i gravats eròtics.
El 1849, Devéria va ser nomenat director del Departament d'Estampes de la Biblioteca Nacional i conservador adjunt del departament egipci del Louvre. Va passar els seus darrers anys viatjant a Egipte, dibuixant i transcrivint inscripcions.

### Família
Achille Devéria és germà d'Eugène Devéria (1805-1865), també pintor, i de Laure Devéria (1813-1838), pintora de flors que va morir prematurament.
Pel seu matrimoni amb Céleste Motte, finalitzat el 1829, era gendre del litògraf impressor Charles Motte. D'aquest matrimoni van néixer sis fills, entre ells
- Théodule Charles Devéria (1831-1871), egiptòleg;
- Sara Dévéria (1838-1914), casada amb Paul-Alfred Colin (1838-1916), pintor mariner i paisatgista, guanyador del Premi de Roma;
- Jean-Gabriel Devéria (1844-1899), sinòleg.

### Distincions i homenatge
- 14 novembre 1855: cavaller de la Legió d'Honor[5]
- Rue Devéria (Paris)

## Algunes obres

Obres d'Achille Devéria
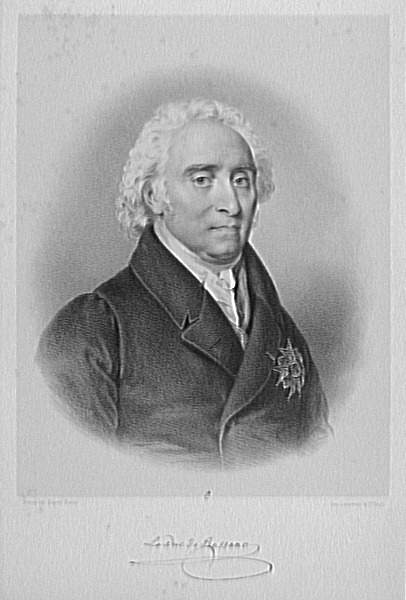
Retrat de Hugues-Bernard Maret.
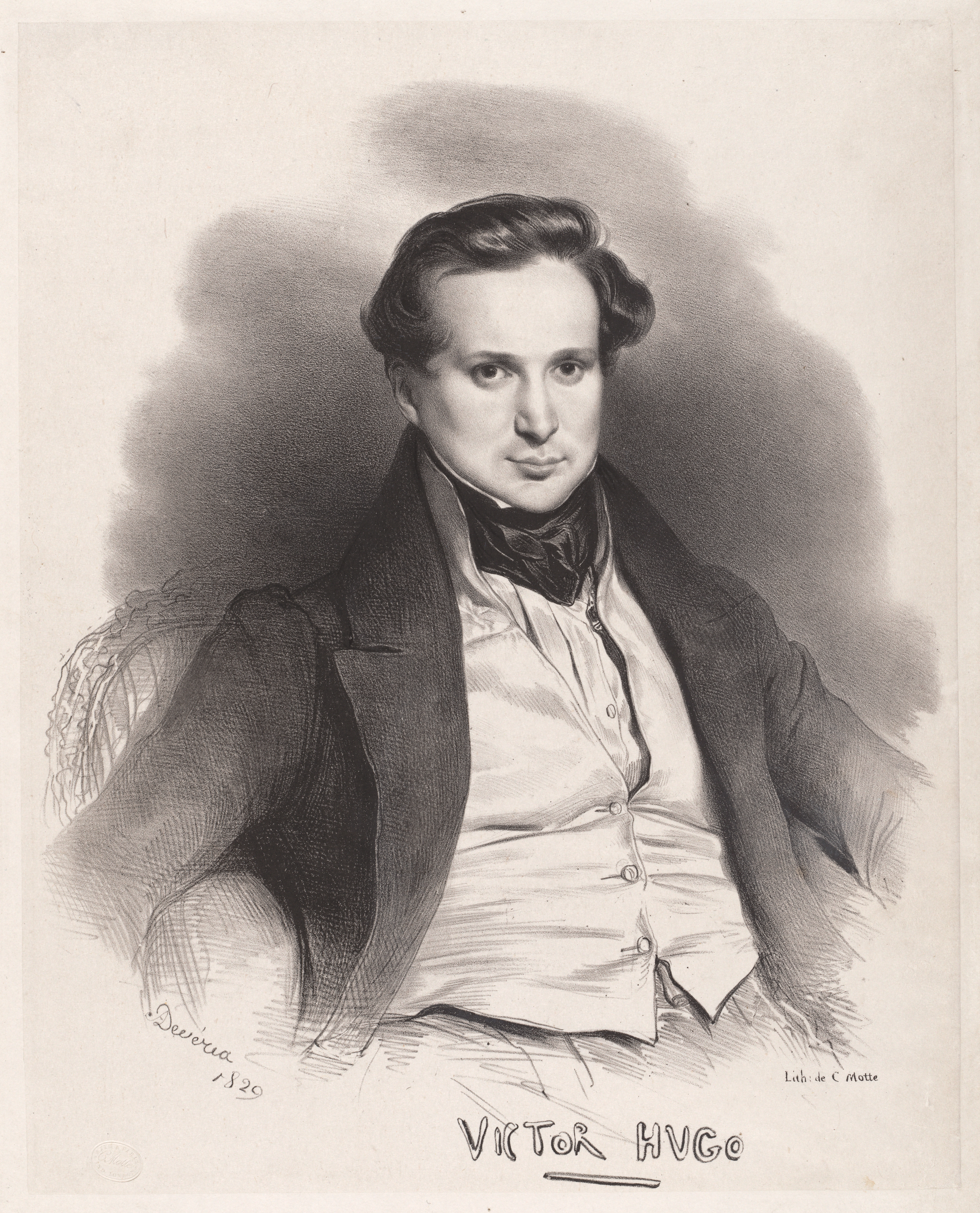
Victor Hugo el 1829, litografia a la National Gallery of Art
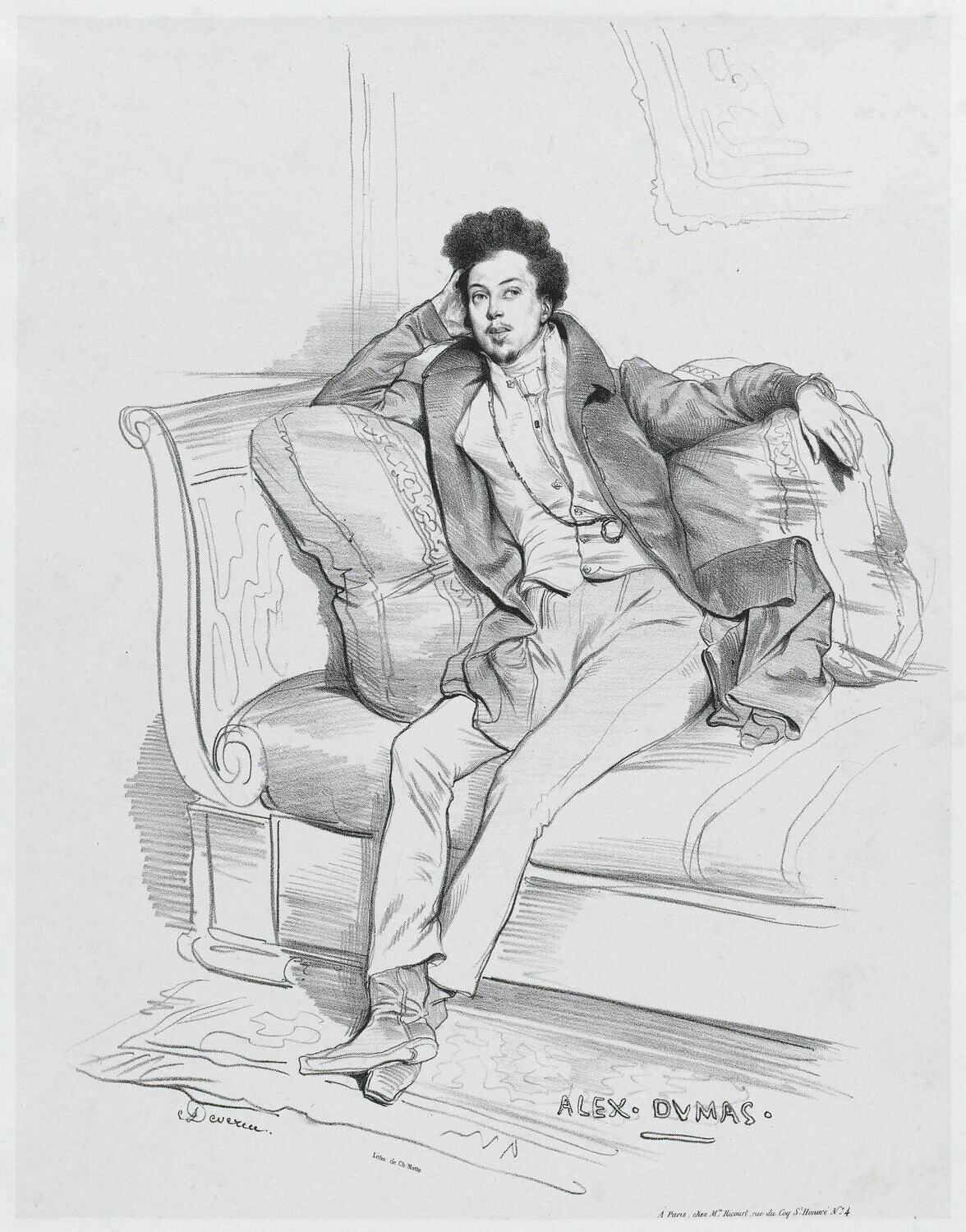
Alexandre Dumas pare, 1829
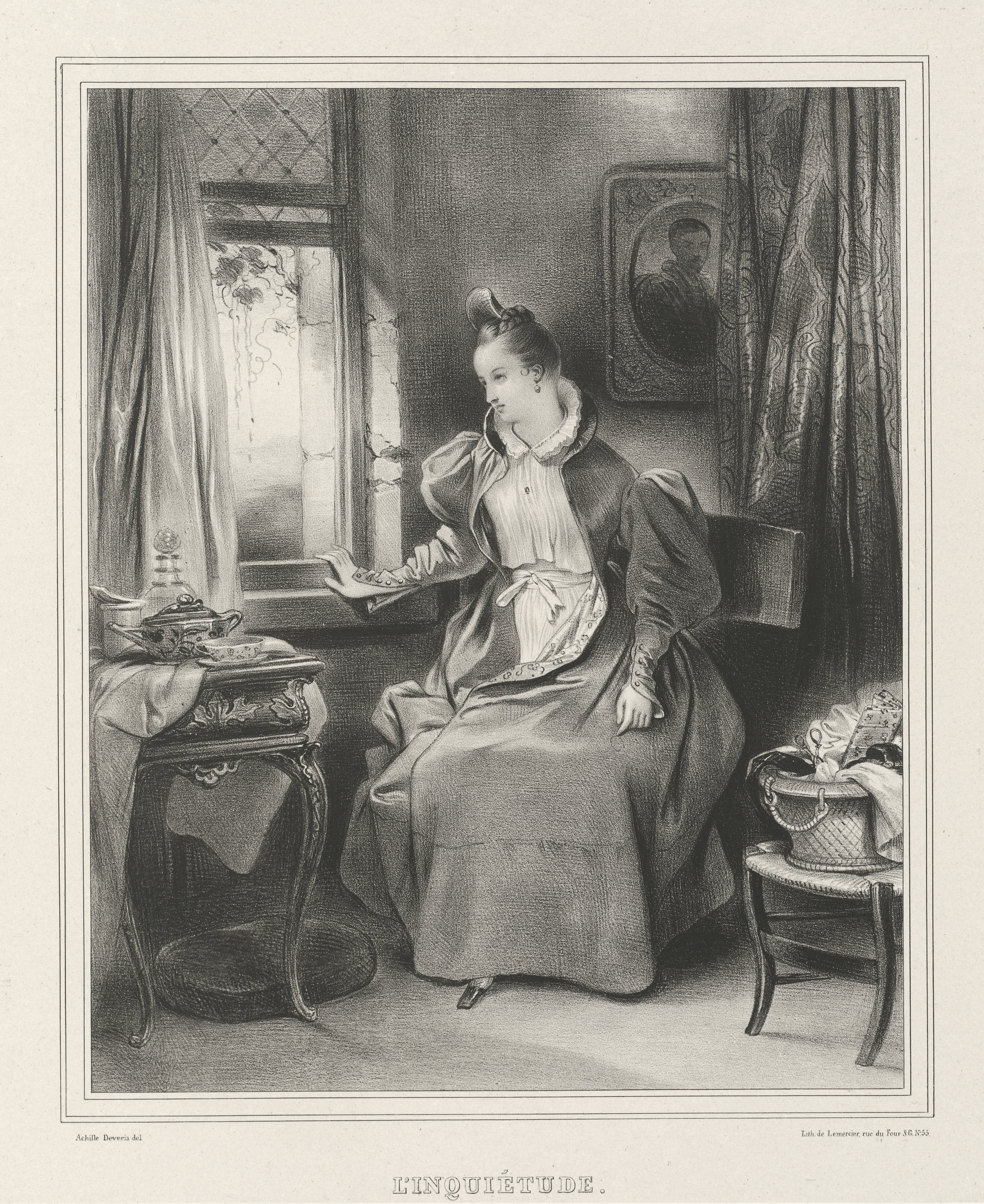
L'Inquietut (1829), lithografia de les col·leccion de la National Gallery of Art
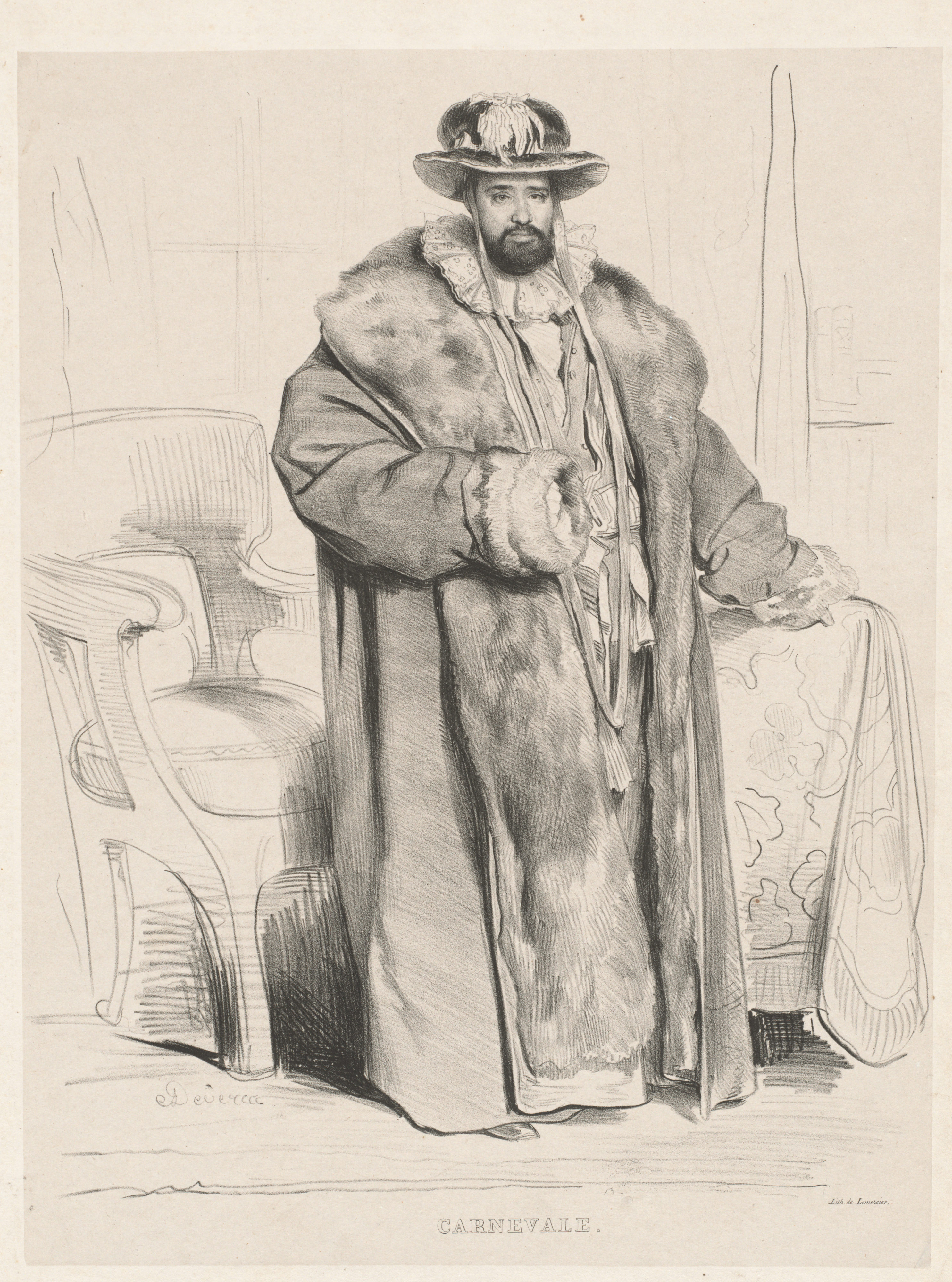
Carnaval, 1830
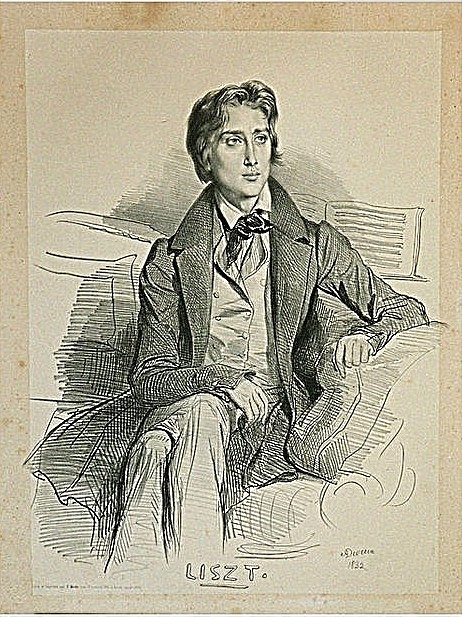
Retrat litografiat de Franz Liszt, signat i datat ADevéria / 1832 .
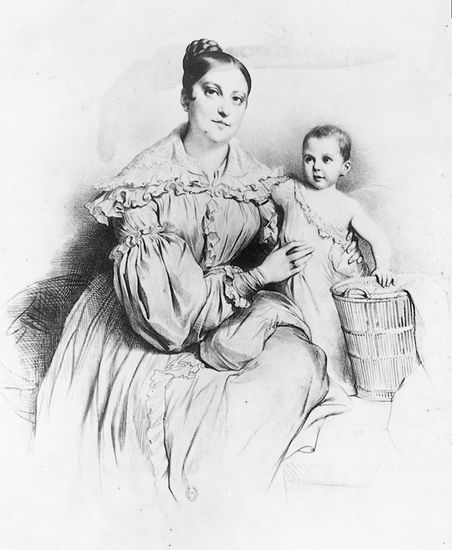
Élisa Schlésinger cap al 1840

## Alguns llibres il·lustrats
- Miguel de Cervantes, L'Ingénieux Chevalier Don Quixote de la Manche, Paris, T. Desoer, 1821
- [litografies] Constantin Mazeret, Dénorama, ou spicilège historique et anecdotique sur chaque partie du corps humain, Paris, Peytieux, 1825
- [dibuixos] Jean de La Fontaine, Œuvres complètes, 30 vinyetes gravades per Thompson i nota biogràfica per Balzac, Paris, A. Sautelet, 1826 [plusieurs éditions]
- Jean-Jacques Rousseau, Œuvres complètes, adornada amb quaranta-dues vinyetes gravades a partir dels dibuixos de Devéria, Paris, Dalibon, 1826
- [portada] Goethe, Faust, edició il·lustrada a partir d'Eugène Delacroix, Paris, Charles Motte, 1828
- [vinyetes gravades (a partir d'Achille Devéria i Augustin Burdet)] Jean-François Regnard, Œuvres, Paris, P. Dufart, 1828
- Charles Perrault, Les Contes, acompanyats d'una nota de P. L. Jacob, Paris, L. Mame, 1836
- [portada] Daniel Defoe, Robinson Crusoë, trad. de Pétrus Borel, Paris, Francisque Borel i Alexandre Varenne, 2 vol., 1836
- Col·lectiu, Les Hommes célèbres de l'Italie, 28 retrats dibuixats en longitud completa, Paris, A. Ledoux, 1845

## Col·leccions públiques
- Museu de Belles Arts de San Francisco
- Museu J. Paul Getty[6]
- Museu del Louvre
- Museu de Belles Arts de Beaune: Odalisca, oli sobre tela
- Fundació Alexander Vasilyev
- Museu Norton Simon
- Col·leccions de la Universitat de Lieja
- Universitat de Wake Forest[7]
- Gray, Museu Baron Martin:
  - Death of Miss Mayer, a partir de Prud'hon, gravat sobre paper, 16 x 13 cm ;
  - Nimfa amb gos o Nàiade amb gos, a partir de Prud'hon, gravat sobre paper, 21 x 29 cm.
- Museu de Belles Arts de Pau:
  - La súplica